# Labiobarbus siamensis
 Labiobarbus siamensis és una espècie de peix cipriniforme de la família dels ciprínids.

## Morfologia
Els mascles poden assolir els 22 cm de longitud total.

## Distribució geogràfica
Es troba a Àsia: rius Chao Phraya, Bankpakong i Mekong.